# Бунић
Бунић је насељено мјесто у Лици. Припада општини Удбина, у Личко-сењској жупанији, Република Хрватска.

## Географија
Налази се између Коренице и Личког Осика. Бунић је удаљен од Удбине око 27 км, од Коренице око 14 км, а од Госпића око 30 км.

## Историја
Бунић је у 18. веку био најважније место у Лици, после Оточца, у њему се налазило седиште једне капетаније Војне крајине. Славни војсковођа Гидеон фон Лаудон је овде започео војну каријеру, као капетан. Испред католичке цркве у месту, подигнуте његовом заслугом, направљена је гробница његових синова Антона и Леополда, преминулих од дифтерије. На пет километара од Бунића засађен је "Лаудонов гај", храстова шума засађена у облику борбене јединице.
У Бунићу је Буде Будисављевић похађао 1798. године српску школу, боравећи код своје бабе, протинице Руже Бањеглав. Учитељ му је био Исак Бањеглав. Богаташ Јосип Млинарић је у 19. веку подигао капелицу посвећену св. Јосипу, где је сахрањен са женом - имање од преко 100 јутара су присвојили сељаци, јер није имао наследника.

### Други свјетски рат
Усташе су убијале жене и појединачно и у већим групама. Наду Кнежевић, свршену медицинарку из Бунића, заклали су пред њеном кућом.
Малишу Брибића, земљорадника из Бунића, срез Кореница, "полили су гасом допола и потпалили га шибицом да је до половине изгорео и полумртвом му одрезали главу.
Милету Кнежевића, бележника из Бунића, заједно са женом и петоро деце затворили су у шталу и запалили је и они су у њој изгорели.
У селу Бунићу “пред очима Драгана Бунића заклали су његово троје деце млађих од 5 година, а затим његову жену“.

### Новија историја
До територијалне реорганизације у Хрватској насеље се налазило у саставу бивше велике општине Кореница.
Бунић се од распада Југославије до августа 1995. године налазио у Републици Српској Крајини.

## Култура
У Бунићу је сједиште истоимене парохије Српске православне цркве. Парохија Бунић припада Архијерејском намјесништву личком у саставу Епархије Горњокарловачке. У Бунићу је постојао храм Српске православне цркве Светог оца Николаја саграђен 1867. године, а спаљен 1942. године. Парохију сачињавају: Бунић, Шаламунић, Козјан и Љубово.

## Становништво
Према попису из 1991. године, насеље Бунић је имало 399 становника, међу којима је било 368 Срба, 20 Хрвата и 5 Југословена и 6 осталих. Према попису становништва из 2001. године у Бунићу је живјело 136 становника углавном Српске националности. Бунић је према попису из 2011. године имао 133 становника.
| Национални састав према попису из 2011.‍ | Национални састав према попису из 2011.‍ | Национални састав према попису из 2011.‍ | Национални састав према попису из 2011.‍ | Национални састав према попису из 2011.‍ |
| --------------------------------------- | --------------------------------------- | --------------------------------------- | --------------------------------------- | --------------------------------------- |
|                                         |                                         |                                         |                                         |                                         |
| Срби                                    | Срби                                    |                                         | 120                                     | 90,2%                                   |
| Хрвати                                  | Хрвати                                  |                                         | 10                                      | 7,5%                                    |
| остали                                  | остали                                  |                                         | 3                                       | 2,2%                                    |
| Укупно: 133                             |                                         |                                         |                                         |                                         |

| Националност       | 1991. | 1981. | 1971. | 1961. |
| Срби               | 368   | 407   | 638   | 752   |
| Југословени        | 5     | 90    | 16    | 4     |
| Хрвати             | 20    | 23    | 27    | 46    |
| остали и непознато | 6     | 7     | 4     | 4     |
| Укупно             | 399   | 527   | 685   | 806   |

| Демографија | Демографија | Демографија |
| Година      | Становника  | Становника  |
| ----------- | ----------- | ----------- |
| 1961.       | 806         |             |
| 1971.       | 685         |             |
| 1981.       | 527         |             |
| 1991.       | 399         |             |
| 2001.       | 136         |             |
| 2011.       |             | 133         |

### Попис 1991.
На попису становништва 1991. године, насељено место Бунић је имало 399 становника, следећег националног састава:
| Национални састав према попису из 1991.‍ | Национални састав према попису из 1991.‍ | Национални састав према попису из 1991.‍ | Национални састав према попису из 1991.‍ | Национални састав према попису из 1991.‍ |
| --------------------------------------- | --------------------------------------- | --------------------------------------- | --------------------------------------- | --------------------------------------- |
|                                         |                                         |                                         |                                         |                                         |
| Срби                                    | Срби                                    |                                         | 368                                     | 92,23%                                  |
| Хрвати                                  | Хрвати                                  |                                         | 20                                      | 5,01%                                   |
| Југословени                             | Југословени                             |                                         | 5                                       | 1,25%                                   |
| непознато                               | непознато                               |                                         | 6                                       | 1,50%                                   |
| укупно: 399                             |                                         |                                         |                                         |                                         |

## Познате личности
- Раде Шербеџија, глумац и режисер
- Исо Његован, учесник Народноослободилачке борбе и дипломата
- Драган Алексић, песник и драмски писац
- Дане Растић, подмаршал у хабзбуршкој војсци[12]